# Coral Hill
Der Coral Hill (englisch für Korallenhügel) ist ein 850 m hoher Hügel im ostantarktischen Viktorialand. Er ragt 800 m östlich des Auger Hill in den Keble Hills an der Scott-Küste auf.
Das New Zealand Geographic Board benannte ihn im Jahr 1994 deskriptiv. Namensgebend sind zerbrechliche, durch Winderosion entstandene Gesteinsstrukturen am Hügel, die an feinfiedrige Korallen erinnern.